# Xian de Langxi
Le xian de Langxi (郎溪县 ; pinyin : Lángxī Xiàn) est un district administratif de la province de l'Anhui en Chine. Il est placé sous la juridiction de la ville-préfecture de Xuancheng.

## Démographie
La population du district était de 331 834 habitants en 1999.